# Glattbach (Aschaff)
Der Glattbach ist ein rechter Zufluss der Aschaff im bayerischen Spessart.

## Name
Der Name „Glattbach“ setzt sich aus den althochdeutschen Wörtern glat, was hell oder klar bedeutet und bach zusammen. Der Bach gab der Gemeinde Glattbach ihren Namen.

## Geographie

### Verlauf
Der Glattbach entspringt in einem Tal südöstlich von Oberafferbach. Er durchfließt den gleichnamigen Ort, unterquert die A 3 und mündet in Aschaffenburg-Damm in die Aschaff.

### Zuflüsse
- Eichetsbach (rechts)

### Flusssystem Aschaff
- Liste der Fließgewässer im Flusssystem Aschaff